# Kozłów (województwo zachodniopomorskie)
Kozłów – kolonia w Polsce położona w województwie zachodniopomorskim, w powiecie choszczeńskim, w gminie Bierzwnik.
W latach 1975–1998 miejscowość administracyjnie należała do województwa gorzowskiego.